# Middle Arm (Bay of Islands)
Middle Arm is een baai van 31,5 km² in de Canadese provincie Newfoundland en Labrador. De baai is een lange, smalle zijarm van de Bay of Islands, een grote baai aan de westkust van het eiland Newfoundland.

## Geografie
Middle Arm is de middelste van drie zijarmen van de Bay of Islands. Ten noorden ervan ligt North Arm en ten zuiden ervan ligt Humber Arm. Middle Arm heeft ongeveer de vorm van een boemerang die met z'n punt naar het zuiden wijst. De zeearm snijdt 17 km ver in de Long Range, de bergketen van westelijk Newfoundland. 
De helft van de baai die het dichtst bij het open water ligt is gemiddeld genomen 2 à 3 km breed, terwijl de meest oostelijke helft gemiddeld slechts 1 km breed is. Middle Arm heeft zelf ook een zijarm, namelijk Goose Arm. Goose Arm vindt aansluiting met de zuidrand van het oostelijke gedeelte van Middle Arm. Deze zijtak heeft eveneens de vorm van een naar het zuiden toe wijzende boemerang.

### Cox's Cove
Er ligt slechts één plaats aan de oevers van Middle Arm, namelijk de aan de zuidkust gelegen gemeente Cox's Cove. Deze plaats met 688 inwoners (2016) is bereikbaar via Route 440.